# ریچارد کراچفیلد
ریچارد کراچفیلد (انگلیسی: Richard Crutchfield) زاده ۲۰ ژوئن ۱۹۱۲، در پنسیلوانیا و درگذشته ۱۹ ژوئیه ۱۹۷۷، در سن ۶۵ سالکی در برکلی، کالیفرنیا یک پژوهشگر، نویسنده آمریکایی و استاد مدرس روان‌شناسی اجتماعی بود.

## پیشینه حرفه ای
کراچفیلد در دهه ۱۹۳۰م، نقش عمده ای در نوآوری و تغییر روش تحقیق در مسائل روان‌شناسی داشت و شیوه‌های سنتی پژوهش که تنها بر یک عامل تمرکز داشتند را با برنامه‌های فراگیر چند عاملی بر پایه تحلیل واریانس و کوواریانس، گسترش و بهبود بخشید.

در سال ۱۹۴۸م، کراچفیلد همراه با دیوید کرچ اولین کتاب درسی خود در حوزه روان‌شناسی اجتماعی را با عنوان: «نظریات و مسائل روان‌شناسی اجتماعی» منتشر کرد که بسیار موفق بود. کتاب دوم وی در سال ۱۹۵۸م، با عنوان: «عناصر روان‌شناسی» منتشر شد که یک کتاب درسی در زمینۀ آشنایی با اصول پایۀ روان‌شناسی بود. 
این کتاب مورد استقبال گسترده‌ای قرار گرفت و بارها تجدید چاپ شد.
مطالعات و آثار کراچفیلد در سالهای دهه ۱۹۵۰م، به درک ارتباط روندهای فکری و ویژگی‌های شخصیتی کمک کرد.
معروفترین پژوهش وی، مجموعه ای از تحقیقات در حوزه همنوایی بین فردی و اجتماعی در ارتباط با ویژگی‌های مهم شخصیتی بود. گزارش‌های مربوط به این تحقیقات زمانی منتشر شد که در محافل روان‌شناسی به عصر همنوایی جامعه آمریکا معروف است. 
در اواخر دهه ۱۹۵۰ و دهه ۱۹۶۰م، ریچارد کراچفیلد با چند روان‌شناس دیگر مشغول تهیه یک برنامۀ آموزش خودکار در تفکر خلاق بود. کراچفیلد که خود یکی از شاگردان ادوارد سی. تولمن بود، به عنوان یک استاد و آموزگار توانا شناخته می‌شد.